# William Williamson (Politiker)

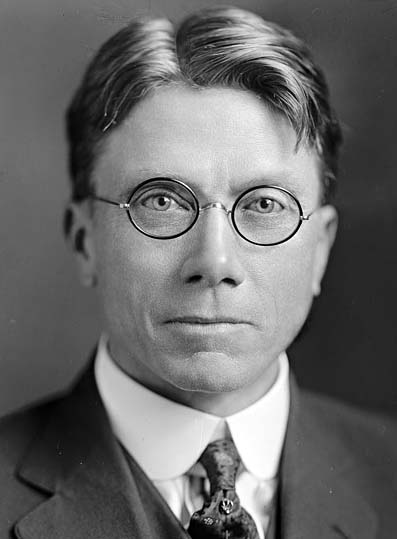
William Williamson

William Williamson (* 7. Oktober 1875 bei New Sharon, Mahaska County, Iowa; † 15. Juli 1972 in Custer, South Dakota) war ein US-amerikanischer Politiker. Zwischen 1921 und 1933 vertrat er den dritten Wahlbezirk des Bundesstaates South Dakota im US-Repräsentantenhaus.

## Frühe Jahre
Bereits im Jahr 1882 kam Williamson mit seinen Eltern nach Plankinton im Aurora County im damaligen Dakota-Territorium. Dort besuchte er die öffentlichen Schule, später dann die Wayne Normal School in Nebraska. In den folgenden Jahren war er in der Landwirtschaft und als Lehrer tätig. Danach studierte er an der University of South Dakota unter anderem Jura. Nach seiner im Jahr 1905 erfolgten Zulassung als Rechtsanwalt begann er in Oacoma in South Dakota in seinem neuen Beruf zu arbeiten. Zusammen mit seinem Bruder gründete er die Zeitungen "Murdo Coyote" und "Prairie Sun".

## Politische Laufbahn
William Williamson wurde Mitglied der Republikaner, deren Bundesparteitag er 1912 als Delegierter besuchte. Von 1905 bis 1911 war er Bezirksstaatsanwalt im Lyman County und von 1911 bis 1921 war er Richter im elften juristischen Bezirk von South Dakota. 1920 wurde er im dritten Wahlbezirk seines Staates gegen Amtsinhaber Harry Gandy in das US-Repräsentantenhaus gewählt. Nach den entsprechenden Wiederwahlen konnte er zwischen dem 4. März 1921 und dem 3. März 1933 sieben Legislaturperioden im Kongress absolvieren. Während dieser Zeit war er zeitweise Vorsitzender des Ausschusses zur Überwachung der Ausgaben des Innenministeriums sowie war Mitglied des Committee on Executive Departments. Im Jahr 1932 wurde der dritte Wahlbezirk abgeschafft. Nachdem er sich erfolglos in einem anderen Bezirk um einen Verbleib im Kongress beworben hatte, musste Williamson am 3. März 1933 aus dem Repräsentantenhaus ausscheiden.

## Weiterer Lebenslauf
Nach seiner Rückkehr aus Washington arbeitete Williamson in Rapid City als Rechtsanwalt. Danach war er für den Attorney General von South Dakota tätig. Zwischen 1939 und 1951 war er auch Berater der Kommission, die sich mit den öffentlichen Versorgungsbetrieben befasste. Außerdem beriet er das Versicherungsministerium seines Staates. Von 1950 bis zu seinem Tod war er bei einer Versicherungsgesellschaft angestellt. Seit 1928 war William Williamson auch Mitglied der Kommission zur Betreuung des Mount-Rushmore-Denkmals. Er starb 1972 im Alter von 96 Jahren.